# 아폴로 앤턴 오노
아폴로 앤턴 오노(영어: Apolo Anton Ohno, 영어 발음: /əˈpɒloʊ ˈæntɒn ˈoʊnoʊ/, 1982년 5월 22일~)는 미국의 쇼트트랙인이다. 동계 올림픽에서 금메달 2개, 은메달 2개, 동메달 4개를 획득했고 2003년 10월과 2008년 3월 미국 올림픽 패럴림픽 위원회 선정 이달의 남자 운동선수에 선정되었으며 2017년 국제 스포츠 명예의 전당에, 2019년 미국 올림픽 명예의 전당에 헌액되었다. 대한민국에서는 가운데 이름 'Anton'을 로마자 그대로 읽은 아폴로 안톤 오노로도 알려져 있다.
일본인 아버지와 미국인 어머니 사이에서 태어나 1996년 아버지의 도움으로 쇼트트랙에 입문했다. 1997년 14살의 나이에 미국 쇼트트랙 선수권 대회에서 우승하면서 대회 역대 최연소 우승자가 되었고 2001년부터 2009년까지 대회에서 연속 우승하면서 미국 선수권 대회에서 총 12회 우승했다. 1999년 12월 ISU 쇼트트랙 월드컵 세부 종목에서 우승을 달성한 월드컵 역대 최연소 선수가 되었고 2001년에 월드컵 개인종합 우승을 달성하며 쇼트트랙 월드컵 개인종합 우승을 달성한 첫 번째 미국인이 되었다. 2002년 동계 올림픽 쇼트트랙 1500m에서 선수 경력 첫 번째 올림픽 금메달을 획득했고 2008년 세계 쇼트트랙 선수권 대회에서 첫 번째 선수권 대회 종합우승을 달성했다. 그는 2010년 동계 올림픽이 끝나고 선수 경력을 마감했다.
오노는 쇼트트랙 선수 외에 강연가, 박애주의자, 해설가, 사업가, 방송인으로도 활동하고 있다. 그는 영양제를 만드는 기업을 경영하고 있으며 2007년 댄싱 위드 더 스타 시즌4에 출연해 프로그램에서 우승했다. 그는 미국의 게임쇼 Minute to Win It의 진행자와 2014년 동계 올림픽과 2018년 동계 올림픽의 NBC 소속 해설가로도 활동했다.

## 어린 시절
아폴로 앤턴 오노는 1982년 5월 22일 워싱턴주 시애틀에서 일본에서 미국으로 이주해 미용사로 일하던 일본인 아버지 오노 유키(일본어: 大野 幸)와 미국인 어머니 제리 리(영어: Jerrie Lee) 사이에서 태어났다. 어렸을 때 부모가 이혼을 했기 때문에 아버지 오노가 혼자서 아들을 키우기로 했고, 오노는 어린 아폴로가 자유로운 시간이 지나치게 많다고 생각해 수영과 인라인스케이트를 훈련시키기로 했다.

## 경력
1994년 동계 올림픽에서 김기훈의 쇼트트랙 경기를 본 것을 계기로 빙상에 입문하였다. 1997년 미국 챔피언을 차지했고, 2001년 쇼트 트랙 월드컵에서 500m, 1000m, 1500m 삼관왕을 차지했다. 2002년 동계 올림픽 1500m에서 금메달을 땄으나 앞서가던 김동성의 실격과 관련하여 논란이 있었다. 2006년 동계 올림픽에서는 500m 금메달 및 1000m와 5000m 계주에서 동메달을 땄고, 2010년 동계 올림픽에서는 1500m에서 은메달을, 1000m와 5000m 계주에서는 동메달을 땄다. 올림픽에서 금메달 2개, 은메달 2개, 동메달 4개로 동계 올림픽에서 가장 많은 메달을 획득한 미국 선수가 되었다.
2010년 동계 올림픽 기간 중에 가진 인터뷰에서 2010년 동계 올림픽을 마지막으로 선수에서 은퇴할 생각이며, 2014년 동계 올림픽에서는 올림픽 해설로 참가할 생각이 있음을 밝혔다. 2010년 현역 은퇴를 선언했고, 미국 NBC의 올림픽 쇼트트랙 해설위원으로 데뷔했다.

## 개인사

### 2002년 동계 올림픽에서의 판정
2001년 12월에 있었던 솔트레이크 동계올림픽 미국 대표 선발전에서 아폴로 앤톤 오노와 러스티 스미스는 짬짜미를 통해서 샤니 데이비스를 1위로 밀어주었다. 이 덕분에 샤니 데이비스는 미국 쇼트트랙 대표팀에 합류해서 올림픽에 출전할 수 있었다.
앤턴 오노는 2002년 2월 21일 2002년 동계 올림픽 남자 쇼트트랙 1,500m 결승에서 자신이 김동성에게 추월당한 직후 두 손을 들었는데, 오스트레일리아의 제임스 휴이시 심판은 이를 김동성 선수의 반칙으로 판단하여 실격시켰으며, 이와 동시에 오노가 금메달을 획득했다. 이후 심판의 판정이 잘못되었다는 주장이 제기되었다.
그 뒤로 대한민국 대회에 3년 동안 참가하지 못하다가 2005년 10월 7일 목동 아이스링크에서 열린 2005-2006 국제빙상연맹 쇼트트랙 월드컵 제2차 대회 남자 1500m 결선 마지막 13바퀴에서 이호석을 밀치고 결승선을 통과한 것이 반칙으로 인정되어 실격당했다. 오노는 이 대회에서 1,000m, 3,000m, 개인 종합 성적에서 1위를 했다.
2010년 밴쿠버 동계 올림픽 남자 쇼트트랙 1,500m 결승에서 2위로 골인한 그는 경기가 끝난 이후 상대 팀의 실격을 바라고 있었다는 내용의 인터뷰를 해서 논란이 되었으나 오노 자신은 상대 팀의 실격을 바란다는 말을 한 적이 없었으며 그런 말이 나온 것을 이해하지 못한다고 밝혔다. 500m 결승에서 대한민국의 성시백과 캐나다의 프랑수아루이 트랑블레 두 선수를 밀치고 2위로 결승선을 통과한 것이 반칙으로 인정되어서 은메달은 성시백이 가지게 되고, 오노는 실격으로 무효 처리되었다.